# Django le Bâtard
Pour les articles homonymes, voir Django.
Série
W Django! (1971)
Pour plus de détails, voir Fiche technique et Distribution.
Django le Bâtard (titre original : Django il bastardo) est un film italien de Sergio Garrone sorti en 1969.

## Synopsis
Django, le soldat nordiste, échappe de justesse à une tentative de meurtre. Voulant se venger, il part à la poursuite de trois officiers qui ont trahi son unité durant la bataille...

## Fiche technique
- Titre original : Django il bastardo
- Réalisation : Sergio Garrone
- Scénario : Sergio Garrone et Anthony Steffen
- Directeur de la photographie : Gino Santini
- Montage : Cesare Bianchini
- Musique : Vasili Kojucharov et Vasco Mancuso
- Costumes : Giulia Mafai
- Production : Herman Cohen et Anthony Steffen
- Genre : Western spaghetti
- Pays :  Italie
- Durée : 107 minutes
- Date de sortie :
  -  Italie : 8 novembre 1969
  -  Allemagne de l'Ouest : 5 janvier 1971
  -  France : 6 janvier 1971

## Distribution
- Anthony Steffen (VF : Jean-Pierre Duclos) : Django
- Paolo Gozlino (VF : Sady Rebbot) : Rod Murdok
- Lu Kamante (VF : Claude Mercutio) : Jack (Hugh en VF) Murdok
- Teodoro Corrà : Williams
- Jean Louis (VF : Jean Berger) : Howard Ross
- Carlo Gaddi (VF : Jean Violette) : Brett
- Tomas Rudi : Rowland
- Lucia Bomez : Whore
- Rada Rassimov : Alida (Alethea en VF) Murdok
- Victorio Gazzara (VF : René Bériard) : Sam Hawkins
- Furio Meniconi (VF : Georges Atlas) : le shérif Reagan
- Bruno Arié (VF : Pierre Garin) : un homme de Murdok
- Renzo Pevarello (VF : Albert Médina) : un homme de Murdok
- Emilio Messina (VF : Yves Barsacq) : Johnny, un homme de Murdok

## À noter
- Le film est également connu en France sous le titre La Horde des salopards (à ne pas confondre avec le film homonyme de Tonino Valerii, sorti en 1972, qui est également connu sous le titre Une raison pour vivre, une raison pour mourir).
- Luciano Rossi (crédité sous le nom de Lu Kamante) était déjà apparu dans un film de la franchise Django : Dans Django, prépare ton cercueil (1968) avec Terence Hill.